# Реформа обращения с отходами производства и потребления в Российской Федерации
Реформа отрасли обращения с твердыми коммунальными отходами в России — комплекс мероприятий по изменению структуры системы обращения с отходами, который реализует в 2010-х годах Правительство и регионы Российской Федерации.
С 2017 по 2019 годы в субъектах Российской Федерации началось внедрение новой системы обращения с отходами; преобразования будут осуществляться согласно этапам, зафиксированным в ФЗ № 89 «Об отходах производства и потребления».
В Основах государственной политики в области экологического развития РФ на период до 2030 года в части обращения с отходами предполагается раздельный сбор отходов, жёсткие санкции за ненадлежащую утилизацию, поэтапное введение запрета на захоронение отходов, пригодных к вторичной переработке.
В ряде регионов разработаны стратегии обращения с отходами, предполагающие достижение целевых показателей уровня переработки и снижения воздействия на окружающую среду, а также и использование наилучших доступных технологий.
Затраты на реализацию программ варьируются в диапазоне 20—100 млн евро. Все стратегии предполагают финансирование преимущественно за счёт внебюджетных средств.
По оценке издания "Важные истории" на 2020 г., значительную часть контрактов (2 триллиона рублей) на вывоз мусора в рамках реформы получило окружение Владимира Путина, в том числе связанные с главой Ростеха Сергеем Чемезовым, бизнесменами братьями Ротенбергами и сыновьями бывшего генпрокурора Игоря Чайки, а также с бизнесменом Юрием Ковальчуком.

## Предпосылки реформы
В настоящее время в России по данным статистики ежегодно город с населением около 1 млн человек выбрасывает на прилегающие территории до 400 тысяч тонн ТБО, что соответствует удельному выходу отходов на одного жителя в нашей стране порядка 350—400 кг в год.
Основные методы борьбы с отходами за последние годы в России не изменились: захоронение, сжигание и частичная переработка. Цена потребных ресурсов для этой борьбы высока, но более-менее известна. Так, для захоронения на современном полигоне 5 млн кубометров твёрдых бытовых отходов (ТБО) — это годовой объём отходов Санкт-Петербурга, необходимо каждый год выводить из пользования 40 Га пригородных земель, что немало по любому счёту, и это не считая все время увеличивающихся расстояний и затрат на перевозку отходов. Однако, традиционно, полигонное захоронение так и остаётся основным методом борьбы с отходами.
Система сбора и обработки мусора в России практически не обновлялась в течение последних 40—50 лет. В большинстве случаев мусор захоранивается на специальных полигонах. Сбор фильтратов и свалочных газов при этом не производится, что создаёт значительную экологическую опасность для окружающей территории.
«Ещё одна важная задача – обезвреживание отходов производства и потребления. Их общее количество составляет сейчас свыше 30 миллиардов тонн. Мусор выбрасывают где придётся и как придётся, и такие свалки занимают почти 48 тысяч гектаров. Вы знаете, что законодательно уже введены жёсткие нормы утилизации и обезвреживания коммунальных отходов, но вступление в силу этих норм мы тоже пока сдвигаем вправо. Хотел бы услышать, как идёт разработка необходимых документов и что уже сделано, что граждане знают об этих нововведениях».
— Владимир Путин

## Статистика образования отходов в России
Система сбора и обработки мусора в России практически не обновлялась в течение последних 40—50 лет. По оценке Росприроднадзора в 2010 году в России накоплено 90 млрд тонн отходов, из которых более 16 млрд тонн составляют ТБО. Объём ежегодного образования ТБО составляет более 40 млн тонн (~130 млн м³). В расчёте на одного жителя страны приходится до 250 кг бытового мусора в год, что сопоставимо со среднеевропейскими показателями.
С учётом возможностей переработки образуемый в России бытовой мусор имеет следующую структуру: 35 % — вторичное сырье, 35 % — биоразлагаемые отходы, 30 % — неперерабатываемые отходы.
Потенциал переработки ТБО во вторичное сырье может быть оценён в 14 млн тонн (45.5 млн м³) в год, в то время как большая часть ТБО — около 93 % (или 37.2 млн тонн) — вывозится на свалки и полигоны. Главный недостаток данной стратегии заключается в том, что свалки являются серьёзным источником загрязнения почвы, грунтовых вод и атмосферы токсичными химикатами, высоко токсичными тяжёлыми металлами, свалочными газами, а при возгорании мусора — диоксинами, фуранами и бифeнилами. При этом предельно допустимые концентрации опасных веществ могут превышаться в 1000 и более раз. В последние годы значительно возросло движение за запрет организации свалок вблизи населённых пунктов.
Общая система обращения с отходами сформирована пятью основными звеньями:
- полигоны;
- компании-перевозчики (сбор и вывоз мусора — обычно несколько компаний в регионе);
- комплексные мусороперерабатывающие заводы (сортировка, переработка, сжигание, захоронение неперерабатываемых отходов);
- мусоросжигательные заводы;
- специализированные предприятия.

Статистика российской отрасли такова:
- 11 000 полигонов и свалок;
- 4 действующих мусоросжигательных завода (расположены в Москве);
- 5 мусороперерабатывающих заводов;
- 39 мусоросортировочных комплексов;
- более 1000 организаций по вывозу твердых бытовых отходов.

Рынок переработки твердых бытовых отходов в России практически не развит, о чём свидетельствует сложившаяся в стране крайне нерациональная система обращения с ТБО:
- захоронение на полигонах/свалках — ~90—92 % ТБО (36—37 млн тонн в год);
- сжигание — не более 1,8 % ТБО (~700 тыс. тонн в год);
- промышленная переработка — 3—4 % ТБО (1,2—1,6 млн тонн в год).

По-прежнему одной из основных тенденций в области переработки мусора остаётся рост общей площади полигонов — под них ежегодно выделяются 7—10 тыс. га земель.
Основной сложностью на пути к переработке ТБО является отсутствие в нашей стране системы раздельного сбора мусора, являющейся неизбежным условием для их глубокого рециклинга. Так, 60—80 % морфологического состава ТБО представляет собой потенциальное сырье для использования в промышленности (35—45 %) или компостирования (25—35 %). Однако сортировка смешанных и перевезённых в одном мусоровозе ТБО позволяет извлечь лишь 11—15 % вторичных ресурсов. При этом практически невозможно использовать биоразлагаемые (органические) отходы.
Проблемы отрасли:
- низкое качество бытового мусора и неразвитость сортировочных программ;
- специфика сбора и обработки отходов;
- сезонность поставок;
- ограниченные объёмы поставок вторичных ресурсов, требующих глубокой переработки;
- отсталое техническое оснащение потребителей вторичного сырья;
- возникновение новых потребителей вторичного сырья ведёт к росту цен;
- лицензирование деятельности по заготовке вторичного сырья;
- неконкурентоспособность продукции, производимой из отходов;
- высокий уровень налогообложения (доля НДС и налога на прибыль в объёме реализации продукции оценивается в 20—60 %, отношение величины налогов к величине прибыли предприятия составляет 85—130 %);
- реальный срок окупаемости капитальных затрат для большинства распространённых технологий оценивается в 3—5 лет[8].

## Подготовка реформы
Поручением Президента Российской Федерации от 29 марта 2011 года № Пр-781 руководителям высших исполнительных органов государственной власти субъектов Российской Федерации предписано в срок до 1 ноября 2011 года обеспечить подготовку долгосрочных целевых инвестиционных программ обращения с твёрдыми коммунальными и промышленными отходами, основанных на комплексном подходе к процессу сбора и утилизации всех видов отходов.
В 2013 году на совещании в Ново-Огарево Президент России Владимир Путин заявил о необходимости создания системы регулирования сбора и утилизации мусора, сформировать рыночные и административные инструменты, которые обеспечивали бы эффективное обращение с отходами.
Приказом Минприроды России от 14 августа 2013 г. № 298 утверждена комплексная Стратегия обращения с твёрдыми коммунальными (бытовыми) отходами в Российской Федерации до 2030 г. Предметом данной комплексной стратегии являются отходы, которые образуются в многоквартирных и индивидуальных жилых домах в результате потребления товаров (продукции) физическими лицами и включают также товары (продукцию), использованные физическими лицами в целях удовлетворения личных потребностей и утратившие свои потребительские свойства.
29 декабря 2014 года был принят ФЗ № 458 «О внесении изменений в Федеральный закон „Об отходах производства и потребления“, отдельные законодательные акты Российской Федерации и признании утратившими силу отдельных законодательных актов (положений законодательных актов) Российской Федерации». Этот закон переквалифицирует твёрдые бытовые отходы в твёрдые коммунальные и устанавливает новую систему обращения с ними.
В рамках реформирования законодательства по переводу ТБО в ТКО и обращению с твёрдыми коммунальными отходами Постановлением Правительства РФ № 269 от 4 апреля 2016 года утверждён порядок и правила определения нормативов накопления твёрдых коммунальных отходов. Документ регулирует процессы сбора, анализа и расчёта данных о массе и объёме накапливаемых ТКО с учётом их сезонности. Нормативы устанавливаются уполномоченными региональными или муниципальными органами власти, которые также утверждают категории объектов, на которых образуются отходы.
12 ноября 2016 г. № 1156 принято Постановление Правительства РФ «Об утверждении правил обращения с твёрдыми коммунальными отходами и формы типового договора на оказание услуг по обращению с твёрдыми коммунальными отходами». Документ утверждает порядок сбора, транспортирования, обработки, утилизации, обезвреживания и захоронения твёрдых коммунальных отходов, а также форма типового договора на оказание услуг по обращению с ТКО. Договор на оказание услуг по обращению с твёрдыми коммунальными отходами заключается региональным оператором. Утверждённые правила также устанавливают основания, по которым юридическое лицо может быть лишено статуса регионального оператора по обращению с ТКО. Кроме того, согласно документу, средства транспортировки твердых коммунальных отходов подлежат оснащению аппаратурой спутниковой навигации ГЛОНАСС или ГЛОНАСС/GPS.
22 ноября 2016 года на Форуме действий ОНФ Владимир Путин снова поднял вопрос о реформе системы регулирования сбора и утилизации мусора.
«Это очень важная тема. Она беспокоит огромное количество граждан. Это не менее важно, чем борьба за сохранение лесов и городские парки. Знаете, что касается, например, Московской области, то мне приходилось некоторыми вопросами здесь заниматься лично. Пока в конкретных местах не вставали войска Нацгвардии, ничего нельзя было сделать»
— Владимир Путин
27 декабря 2016 года в рамках заседания Государственного совета РФ по теме «Экологическое развитие Российской Федерации в интересах будущих поколений» глава Минприроды Сергей Донской рассказал, как проводится поэтапное введение новой системы обращения с отходами, согласно которой российские регионы должны разработать территориальные схемы обращения с отходами и назначить для работы с твёрдыми коммунальными отходами своего оператора. Проблему переработки мусора предлагается решать с помощью строительства мусоросжигательных заводов (МСЗ). Схема так называемой термической переработки отходов предусматривает строительство таких предприятий по всей стране — сначала ГК «Ростех» построит четыре завода в Московской области и один в Татарстане. В Крыму также планируется построить такое предприятие.

## Федеральные нормативно-правовые акты для реформирования отрасли обращения с отходами
1. Федеральный закон от 24.06.1998 N 89-ФЗ «Об отходах производства и потребления»[16]
2. Постановление Правительства РФ от 04.04.2016 N 269 «Об определении нормативов накопления твёрдых коммунальных отходов»[17]
3. Постановление Правительства РФ от 16.03.2016 N 197 «Об утверждении требований к составу и содержанию территориальных схем обращения с отходами, в том числе с твёрдыми коммунальными отходами»[18]
4. Постановление Правительства РФ от 12.11.2016 N 1156 «Об обращении с твёрдыми коммунальными отходами и внесении изменения в постановление Правительства Российской Федерации от 25 августа 2008 г. N 641»[19]
5. Постановление Правительства РФ от 03.06.2016 N 505 «Об утверждении Правил коммерческого учёта объёма и (или) массы твёрдых коммунальных отходов»[20]
6. Постановление Правительства РФ от 30.05.2016 N 484 «О ценообразовании в области обращения с твёрдыми коммунальными отходами»[21]
7. Постановление Правительства РФ от 16.05.2016 N 424 «Об утверждении порядка разработки, согласования, утверждения и корректировки инвестиционных и производственных программ в области обращения с твёрдыми коммунальными отходами, в том числе порядка определения плановых и фактических значений показателей эффективности объектов, используемых для обработки, обезвреживания и захоронения твердых коммунальных отходов»[22]
8. Постановление Правительства РФ от 05.09.2016 N 881 «О проведении уполномоченными органами исполнительной власти субъектов Российской Федерации конкурсного отбора региональных операторов по обращению с твёрдыми коммунальными отходами»[23]

## Этапы реформы
1. Подготовка и согласование территориальных схем обращения с отходами в каждом регионе страны
2. Выбор региональных операторов, которые будут отвечать за весь цикл обращения с отходами
3. Установка единого тарифа по региону на услугу по обращению с отходами
4. Создание в регионах современных высокотехнологичных комплексов по утилизации отходов

Параллельно с этими мерами планируется постепенное введение в регионах раздельного сбора мусора.

## Территориальные схемы обращения с отходами
Территориальная схема обращения с твёрдыми коммунальными отходами — это подробное описание системы организации и осуществления сбора, транспортировки, обработки, утилизации, обезвреживания и захоронения отходов на территории субъекта РФ за определённый период.
Схема утверждается уполномоченным органом исполнительной власти субъекта Российской Федерации.
Территориальная схема обращения с отходами разрабатывается на основании:
- Федерального закона от 24 июня 1998 г. № 89-ФЗ «Об отходах производства и потребления»
- Федерального закона от 29.12.2014 № 458-ФЗ "О внесении изменений в Федеральный закон «Об отходах производства и потребления»
- Постановления правительства РФ от 22.09.2018 № 1130 (ред. от 01.03.2022) "О разработке, общественном обсуждении, утверждении, корректировке территориальных схем в области обращения с отходами производства и потребления, в том числе с твердыми коммунальными отходами, а также о требованиях к составу и содержанию таких схем"

Территориальные схемы обращения с отходами разрабатываются минимум на 10 лет. В схеме должны быть указаны финансовые показатели деятельности по обращению с отходами и описана организация взаимодействия участников соответствующего рынка. Она включает зонирование территории субъекта РФ для оптимизации обращения с отходами, а также требования к деятельности регионального оператора.
В состав территориальной схемы включаются:
- кадастровые карты территории региона;
- нормативы образования отходов от деятельности предприятий и индивидуальных предпринимателей;
- данные статистики об объёмах образуемых и собираемых отходов;
- нормативы накопления твёрдых коммунальных отходов.

Территориальная схема обращения с отходами должна включать следующие обязательные разделы:
- местонахождение источников образования отходов — предприятия, организации, предприятия жилищно-коммунального хозяйства и так далее;
- количество образующихся отходов — данные о ежегодном образовании отходов, систематизированные по видам отходов;
- целевые показатели по обезвреживанию, утилизации и размещению отходов — какие объёмы отходов и каким образом должны быть утилизированы или захоронены;
- места накопления отходов;
- полигоны и мусороперерабатывающие заводы — их наименования и географические координаты;
- схема потоков отходов — графическое отображение движения отходов от источников образования до переработки или захоронения.

Уполномоченный орган исполнительной власти субъекта РФ вправе разрабатывать электронную модель территориальной схемы.
Территориальная схема обращения с отходами подлежит согласованию с соответствующими территориальными органами уполномоченного Правительством РФ федерального органа исполнительной власти.

## Проблемы
Согласно Закону об отходах (соответствующие поправки приняты Госдумой в декабре 2014 года) региональные власти были обязаны к 26 сентября 2016 года утвердить территориальные схемы обращения с отходами и предоставить их на согласование в Росприроднадзор. В 23 регионах в срок документы на согласование не предоставили, а в Крыму даже не приступили к разработке схемы. В связи с этим в Правительстве Российской Федерации приняли решение перенести сроки реализации реформы на 2019 год. Тем не менее субъекты РФ, получившие согласование, смогут начать реализацию территориальных схем раньше.
19 февраля 2019 года Премьер-министр Дмитрий Медведев призвал руководителей регионов не пытаться отсрочить переход на новую систему обращения с твердыми бытовыми отходами, вступившую в силу 1 января. Всего из 85 регионов на новую систему перешли 70. Из них в 57 система действует на всей территории.
В сентябре 2020 года Счётная палата охарактеризовала ситуацию в обращении с твёрдыми коммунальными отходами в России как неблагополучную, а реформу в этой сфере назвала безуспешной по вине федеральных и региональных властей.

## Выбор региональных операторов
Региональные операторы — организации, отвечающие за всю технологическую цепочку обращения с отходами от контейнерной площадки до полигона. Договор с ними будет заключаться не более чем на 10 лет, выбор компании будет проходить на конкурсной основе. Оператор, в свою очередь, обязан заключить договор со всеми предприятиями, которые являются источниками образования отходов.
Функционал деятельности регоператоров описан в Постановлении Правительства РФ «Об утверждении правил обращения с твёрдыми коммунальными отходами и формы типового договора на оказание услуг по обращению с твёрдыми коммунальными отходами».
Определены основные рамки работы регионального оператора по обращению с твёрдыми коммунальными отходами:
- территория, в границах которой регоператор ТКО будет полностью нести обязательства по обращению с ТКО.
- соблюдение правил и технологий по обращению с отходами, включая соблюдение нормативов и выполнение лицензионных требований;
- учёт обращения с ТКО в отношении объёма, качества, используемых технологий;
- учёт расходов по обращению с ТКО;
- публичное раскрытие информации о порядке обращения с ТКО на подведомственной территории;
- устранение несанкционированных свалок на подведомственной территории;
- обоснование единого тарифа коммунальной услуги по обращению с ТКО;
- объём финансирования, предоставляемого из бюджетов различных уровней на цели обеспечения обращения с ТКО;
- срок, на который предоставляется статус регоператора ТКО;
- организационные мероприятия по заключению и ведению договоров с потребителями услуги по обращению с ТКО;
- организационные мероприятия по заключению и ведению договоров с организациями, участвующими в производственном цикле обращения с ТКО, в отношении отходов, образованных или ввозимых на территорию, подведомственную регоператору ТКО;
- санкции за невыполнение обязанностей регоператора ТКО и оснований для лишения статуса регоператора ТКО, сформулированных как в соглашении, заключаемом по итогам конкурса, так и в требованиях законодательства и нормативных правовых актах федерального и регионального уровней;
- участие в разработке инвестиционных программ в сфере обращения с ТКО, затрагивающих подведомственную регоператору ТКО территорию.

Объём обязанностей регионального оператора по обращению с отходами включает в себя беспрецедентные для российского законодательства полномочия, учитывая, что статус регионального оператора может быть получен только на конкурсной основе и наделён таким статусом может быть только самостоятельный субъект предпринимательской деятельности.
Региональный оператор не имеет права отказаться заключать договор на оказание услуг по обращению с ТКО, если места сбора и накопления отходов находятся в его зоне деятельности.

## Установка единого тарифа на услугу по обращению с отходами

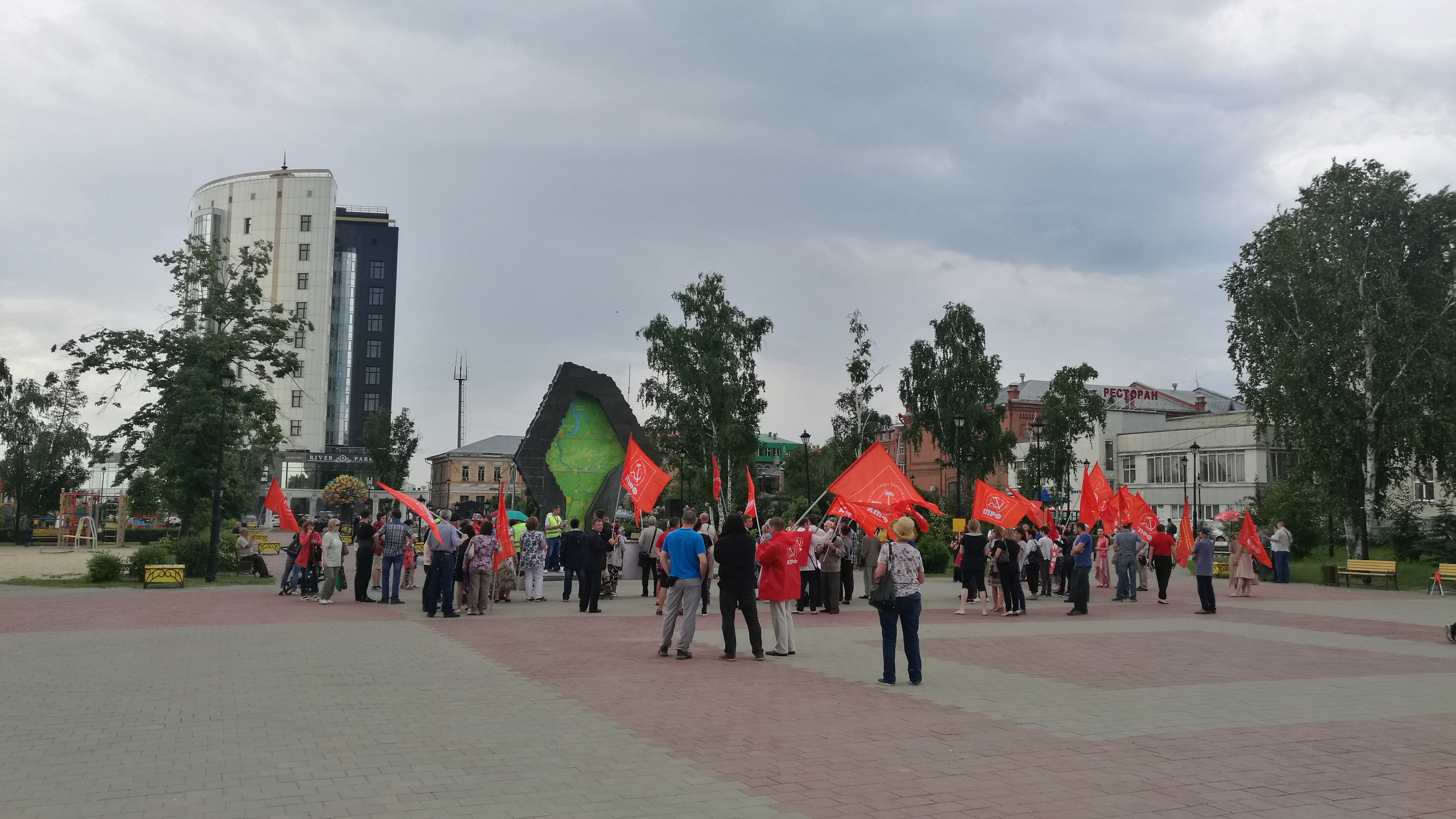
Митинг протеста в Тюмени, июнь 2019 г.

Платежи по тарифам за размещение отходов от населения и предприятий — основной источник финансирования данного сектора в России. Традиционно тариф для конечного потребителя формировался из платы за сбор, вывоз и захоронение отходов. По аналогии с тарифами на коммунальные услуги, платёж, как правило, образовывался по принципу «издержки плюс» для каждого конкретного пользователя объекта захоронения.
Согласно поправкам в 458-ФЗ услуга по сбору и вывозу ТКО перешла из жилищной в коммунальную и будет выставляться отдельной строкой в квитанции. Согласно новым правилам, каждому субъекту РФ необходимо будет установить единый по всему региону тариф на услугу по обращению с отходами в отношении выбранного регионального оператора. По итогам выбора региональных операторов каждый регион определит тариф на услугу по обращениям с твёрдыми коммунальными отходами.
Формула расчёта стоимости вывоза мусора для домовладения или квартиры определена в пункте 148.30 «Правил предоставления коммунальных услуг собственникам и пользователям помещений в многоквартирных домах и жилых домов», утверждённых Правительством РФ; Согласно этому пункту стоимость вывоза мусора рассчитывается исходя из количества проживающих. В случае принятия органом власти субъекта федерации соответствующего решения, вывоз мусора может оплачиваться по нормативу с квадратного метра общей площади. В случае перехода на раздельный сбор мусора, оплата должна производиться по фактическому объему.
Губернатор Московской области Андрей Воробьев заявил о вводе с 1 января 2019 раздельного сбора мусора в Московской области, однако согласно данным Правительства Московской области, формула расчёта стоимости вывоза мусора использует оплату с квадратного метра, а именно:
Ст = S х T х (N1 + N2),
где Ст — стоимость вывоза твердых коммунальных отходов и крупногабаритного мусора, S — площадь квартиры или жилого дома, Т — утвержденный тариф согласно кластеру, N1 — норматив накопления твердых коммунальных отходов, N2 — норматив накопления крупногабаритного мусора.

## Создание в регионах современных высокотехнологичных комплексов по утилизации отходов

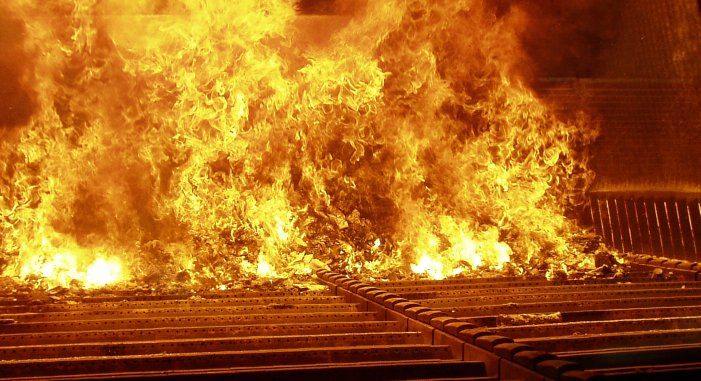
Сжигание отходов на подвижной решётке

Вместо экологически опасных полигонов по захоронению отходов многие регионы планируют строительство современных предприятий по переработке мусора. Так, в Подмосковье, где территориальная схема обращения с отходами уже согласована, будут построены 11 современных комплексов по сортировке, переработке, размещению и обезвреживанию отходов. Руководство субъекта РФ собирается применять такие технологии обращения с отходами, как сортировка с извлечением ценных компонентов для рециклинга, производство топлива, компостирование и термическое обезвреживание.

## Региональный опыт

### Московская область
Территориальная схема обращения с отходами Московской области ориентирована на глубокую переработку мусора. По планам администрации, захоронение отходов к 2012 году должно снизиться с 95 % до 50 %. Подмосковье в рамках территориальной схемы обращения с отходами планируется разделить на 7 кластеров в зависимости от источников отходов, объектов их переработки и транспортных потоков. Вместо существующих 39 полигонов будет построено 13 высокотехнологичных заводов по переработке мусора.
«Пять миллионов тонн каждый год производит Москва, и четыре миллиона производит Московская область. До сих пор мы одна из немногих стран, которая утилизирует мусор, по сути, простым засыпанием землей. Это вторая большая тема, которая обсуждается на федеральном уровне.».
— Андрей Воробьёв, губернатор Московской области
При переработке предполагается использовать такие технологии, как сортировка с извлечением ценных компонентов для рециклинга, компостирование, термическое обезвреживание.
В 13 крупнейших городах Подмосковья — Волоколамске, Красногорске, Солнечногорске, Химках, Дубне, Мытищах, Ивантеевке, Ногинске, Балашихе, Шатуре, Домодедове, Озёрах и Подольске — начнётся пилотный проект по раздельному сбору мусора.

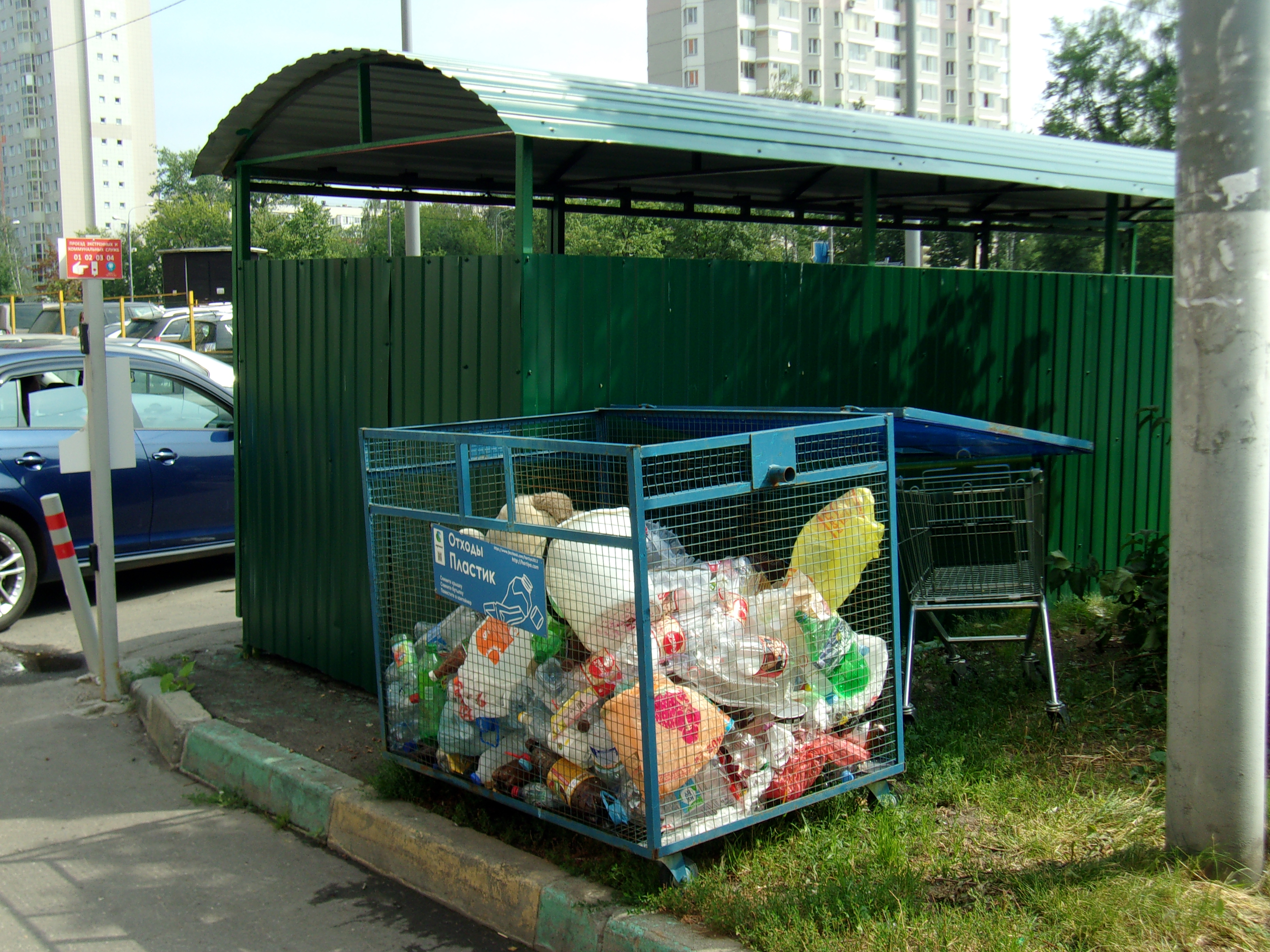
Контейнер для сбора пластиковых отходов отдельно от остального мусора (Москва)

### Москва
В территориальной схеме обращения с отходами Москвы перечислены целевые показатели по их обезвреживанию, утилизации и размещению, а также основные предприятия, работающие в этой сфере, и логистические схемы движения отходов на различных этапах утилизации. Новый региональный оператор по обращению с отходами появится в столице с 2017 года, однако он будет действовать только на территории Южного административного округа и Новой Москвы. Вывоз и утилизация мусора в других округах будет осуществляться по ранее заключенным контрактам.

### Санкт-Петербург
Администрация Санкт-Петербурга после принятия территориальной схемы обращения с отходами планирует разработать региональную программу, в которой будет сделан акцент на раздельном сборе мусора.

### Ленинградская область
Согласно территориальной схеме обращения с отходами, Ленобласть планируется разделить на 13 технологических зон. Для каждой зоны отдельно прописано месторасположение контейнерных площадок для сбора отходов, а также лицензированные полигоны для их размещения и переработки. Нового регионального оператора планируется определить до 1 января 2019 года.

### Иркутская область
С 1 января 2019 года в России стартовала мусорная реформа, и с тех пор только региональные операторы имеют право работать с ТКО (твердыми коммунальными отходами). Иркутская область была разделена на 2 зоны, за каждую из которых несёт ответственность свой региональный оператор. «РТ-НЭО Иркутск» отвечает за зону 2 «Юг», обслуживая более 15 000 контейнерных площадок, на территории площадью 362 000 кв. км с населением более 1 700 000 человек. Ежедневно на линию выходит более 200 единиц техники.
Точность графика вывоза ТКО в 2022 году составила 98,8%.